# Вршачка кула
Вршачка кула је тврђава на Вршачком брегу, изнад града Вршца у Србији. Налази се на висини од 399 m нмв. Први пут се јавља у изворима из 14. века.
Најочуванији део тврђаве је донжон кула, али су пронађени, а затим и обновљени остаци бедема, палате, полукружне куле и пећи. Током археолошких истраживања крајем 20. века, откривен је велики број покретних налаза.
Кула је често био мета освајања и разарања, нарочито током 16. и 17. века, због чега су крајем 20. и почетком 21. века предузети конзерваторско-рестаураторски радови. Том приликом су Донжон кула, као и одређени делови бедема и кула, обновљени и дозидани.
Вршачки замак се налази под заштитом државе и проглашен је непокретним културним добром од великог значаја и заштићен као споменик културе од 1948. године.

## Назив
Савремени назив Вршачка кула потиче од имена града Вршца (слсрп. Връшъцъ) које је словенског порекла, а у том облику посведочено је од 16. века. Старији мађарски назив за Вршац гласио је Ердшомљо (мађ. Érdsomlyó) или скраћено Ершомљо (мађ. Érsomlyó), а посведочен је већ од 13. века. Од тог назива касније су настали и турски облици Семлик или Шемлик (Шемљуг), који су посведочени у османским пописним дефтерима из 16. века (тур. Varoş-i Şemlik, nam-i diğer Vırşaç” / варош Шемлик, друго име Вршац). Идентификација старог мађарског и потоњег турског назива са српским Вршцем извршена је захваљујући научним истраживањима у другој половини 20. века, чиме су отклоњене раније заблуде Феликса Милекера о идентификацији Вршца са средњовековним насељем Подвршац (Podwersa, Poduersa), које је такође припадало Карашкој жупанији.

## Историја
Иако најстарији историјски извори који се односе на Вршац потичу већ из 13. века, прва изричита сведочанства о вршачкој тврђави потичу тек из 14. века, односно из 1323. године. Град Вршац се у то време налазио у поседу угарских краљева, а био је у управној надлежности великих жупана Карашке жупаније.
Вршачку тврђаву је почетком 15. века додатно утврдио угарски краљ Жигмунд, ради боље одбране тог подручја од све чешћих османских упада. Град је потом предат на управу српском деспоту Стефану Лазаревићу, а потом и деспоту Ђурђу Бранковићу, који се око вршачких поседа дуго спорио са Јаношем Хуњадијем. Током друге половине 15. и прве половине 16. века, вршачка тврђава је била део ширег одбрамбеног система којим су на југоистоку Угарске заповедали северински банови.
Претпоставља се да прво османско (привремено) освајање вршачке тврђаве пада у време освајања Београда (1521) и Мохачке битке (1526), али град се недуго потом поново нашао у угарској власти. Коначно османско освајање пада у 1552. годину, када је Вршац постао седиште Вршачке нахије у саставу новоствореног Темишварског санџака.
Вршачки крај је за време османске власти био настањен претежно Србима и Румунима, који су 1594. године на тим просторима подигли велики народни устанак против османске власти. Том приликом устаници су заузели и вршачку тврђаву.
Сама буна је угушена у крви, али је остао забележен легендарни догађај током османлијске опсаде града када је османлијски ага изазвао на двобој српског војводу Јанка Лугошана званог Халабура који је бранио утврду. Овај му је изашао на мегдан и савладао га, а цео догађај је постао и део грба града Вршца на коме се изнад куле види рука са мачем и одсеченом турском главом.
Вршачка тврђава је остала у османској власти све до Аустријско-турског рата (1716-1718), када је град ослобођен (1716) и укључен у састав хабзбуршког Тамишког Баната (1718), поставши седиште Вршачког дистрикта. Стара утврда је током 18. века почела да губи своју стратешку вредност и била је напуштена пошто се на њој не могу уочити назнаке преправљања у артиљеријску утврду, као што се десило са Београдском или Петроварадинском тврђавом.

## Стање утврде
Утврђење је имало издужени облик који је пратио зараван на врху брда и била је широка 18 m, а дугачка 46 m. Сам Донжон има правоугаону основу са улазом на спрату до кога се долази степеницама које се лако могу склонити у случају опасности. Висок је око 20 m са приземљем и три спрата, од којих је трећи, по остацима камина и оџака, коришћен за становање. Претпоставља се да су најзначајнији градитељски радови предузети током 15. века, у време када се вршачка тврђава налазила у поседу српских деспота, а у прилог тој тези иде и архитектонска сличност између Вршачке куле и Смедеревског града односно утврђења манастира Манасије.
Конзерваторски и рестаураторски радови на кули су изведени 1984. и 1993. године, а од 1997. године су отпочела систематска археолошка ископавања целокупног локалитета којим су откривени остаци јаке кружне куле која се налазила насупрот данас очуваној. Сама кула и остаци утврде су током НАТО агресије на СРЈ претрпели оштећења услед ракетних напада на телекомуникациони предајник који се налази у њеној близини, изведених 30. априла и 12. маја 1999. године.

## Бедеми
Током интензивних археолошких истраживања откривени су многи делови замка, укључујући и бедеме, од којих су јужни и северни најупечатљивији.

### Јужни бедем
Јужни бедем се протеже ивицом заравни од донжон до полукружне куле. Чине га четири сегмента која су вероватно засебно зидана, о чему сведочи њихова неједнака дужина. Грађен је од цепаног и ломљеног камена, гнајса, неправилног слога у кречном малтеру који је очуван у висини од 1 до 1,60 m. У основи је полигоналног облика. Средишњи део бедема садржи шестоугаони отвор који пролази целом ширином зида. Отвор је вероватно коришћен за одвод атмосферских вода из западног дворишта замка. У западном делу замка налази се ниша правоугаоног облика која је формирана од четири плочаста камена и вероватно је имала вишенаменску примену.
Првобитну висину овог бедема је могуће одредити само у његовом источном делу, док због очуваности то није могуће када је западни део у питању. Очувани траг бедема на спољном лицу донжон куле има ширину од 1,90 m, што указује на то да је висина бедема у источном делу била око 11 m. Западни део бедема је нешто ужи па се верује да је био висок око 8 m. Висина и снага источног бедема се приписује близини донжон куле у чијој основи су биле смештене палате властелина и цистерна од великог значаја.
Због постојања спојнице између ужег и ширег бедема претпоставља се да је бедем грађен у две фазе.
Ширина шетне стазе на бедему је због нагиба умањена за 0,80 m, није била довољна за безбедно и пре свега брзо кретање бранилаца. Шетна стаза је вероватно била наткриљена двосливним зидом.
Југозападни угао замка је у основи правилног четвороугаоног облика са очуваном висином од 2,60 m. Изграђен је од ломљеног и цепаног камена, неправилног слога, у кречном малтеру. На основу положаја, сматра се да је овај део замка служио као постамент за дрвене степенице којима се излазило на шетну стазу.

### Северни бедем
Северни бедем се простире у правој линији од донжон до полукружне куле. У источном делу бедем је потпуно разорен. Грађен је од ломљеног и цепаног камена, неправилног слога, у кречном малтеру. Просечна висина је 1,60 m. Неуједначене је дужине као и јужни бедем. Слабо очувани трагови сведоче о томе да је бедем целом својом дужином био висок око 8 m. Шетна стаза је била проширена дрвеним конзолним проширењем. На основу распореда објеката унутар бедема и могућих прилаза објекту, закључено је да се главни улаз налазио у овом делу бедема који је до темеља разорен. Остаци очувани на стени сведоче о томе да је улаз био ширине око 3 m, засведен, са масивним двокрилним вратима од дрвета.
Темељна разарања северног бедема у његовом источном делу су највероватније последица Карловачког мира 1699. године, када је Хабзбуршкој монархији припала цела Угарска без Баната. Једна од тачака одредби била је и да се разруше све тврђаве осим Темишвара и Арада. Разарања су највероватније обављена у лето 1701. године под надзором грофа Вилфганга фон Квелингена.

### Источни бедем
Источни бедем се састоји од два дела. Ширине је око 1,90 m. Оба дела су повезана јужним и северним зидом донжон куле. Бедеми су истовремено грађени о чему сведочи то што су повезани зидовима куле. Јужни део је био висине око 11 m, а северни 8 m.

### Унутрашњост
Унутрашњост бедема је зидом дужине 18,20 m подељена на источно и западно двориште. У средишњем делу је очуван зид висине око 2 m, док се на јужном и северном делу уочавају остаци зидова висине 0,70 m. Преградни зид је осим поделе имао улогу и у одбрани донжон куле. У јужном делу овог преградног зида откривен је зазидани пролаз који је повезивао источно и западно двориште. Пролаз је био засведен масивним и правилно тесаним блоковима пешчара. Највероватније је пролаз зазидан после 1552. године када је замак пао под турску власт. Турци су том приликом користили само донжон кулу и источно двориште, док је западни део био неупотребљива рушевина.
Крајеви западног преградног зида су повезани са деловима јужног и северног бедема, што сведочи о њиховој истовременој градњи. Са друге стране, ужи делови бедема су призидани накнадно. Стога се претпоставља да су донжон кула са палатом и цистерном и источни део замка саграђени у једној фази, а затим је западни део замка са полукружном кулом дозидан, дајући тако замку дефинитиван изглед.

## Донжон кула
Донжон кула, или бранич, уграђена је у средишњи део источног бедема. Кула је видљива са свих страна што указује на одличну прегледност околине коју су имали становници Вршачког замка. У основи је правоугаоног облика са висином од 19,85 m. Изграђена је од масивних громада стена које су вешто укомпоноване у западни зид куле. Подножје куле је додатно ојачано са ескарпама које се налазе на три стране. Ескарпа једино изостаје на западној страни.
Зидови који су у просеку дебљине 2,50 m, грађени су од притесаног или цепаног гнајса, аутохтоног камена, у кречном малтеру. Обрађени су само блокови квалитетнијег камена којима су формиране ивице. Површине зидова су биле дерсоване и покривне у потпуности са крупнозрним кречним малтером. На тај начин, мање квалитетан камен је заштићен од временских услова и самим тим од оштећења.
У зидовима куле се могу приметити неравно распоређени отвори, направљени из одбрамбених разлога. Источни зид нема отворе ни пушкарнице. Највећи број отвора налази се у западном зиду куле. Северни зид карактеришу две пушкарнице, а јужни само машикула.
Унутрашњи простор подељен је на три спрата, између којих се налазе међуспратне конструкције од дрвета. Комуникација између спратова је била могућа помоћу дрвених степеница које су пролазиле кроз отворе у подовима.
На првом спрату се у склопу западног и северног зида налази по једна пушкарница, док се у источном делу налази пространа, правоугаона ниша. Главни улаз се налази у западном зиду, висине око 1,70 m. Улаз је засведен сводом од цигли, а под је изграђен од плочастог камена неправилног облика, утопљеног у кречни малтер. На бочним зидовима око улаза се налазе два квадратна отвора у којима су лежали крајеви дрвене греде−мандала. Извлачењем мандала из лежишта додатно су са унутрашње стране била обезбеђена затворена врата главног улаза. У додатној заштиту улогу су имале резе и браве. 
На нивоу другог спрата, у западном зиду, налази се пространа засведена ниша са прозором, која омогућава поглед на целокупан простор унутар бедема замка. Клупе од плочастог камена озидане су дуж бочних зидова. У југоисточном делу овог спрата очувана је пећ озидана од опеке. Пећ има два ложишта, једно на поду, а друго на коти шетне стазе. Са десне и леве стране камина изведене су три нише у којима су вероватно стајале светиљке и друге потрепштине. Оваква конструкција говори о томе да је овај део поседнику служио за становање у периодима опасности. Јужни зид другог спрата садржи отвор машикуле одакле је успешно брањено подножје бедема. Машикула је била озидана и наткриљена једнослојним кровом. Карактеристично је да је пролаз затваран помоћу дрвених врата, што је било необично за период XV века.
На врху куле налази се шетна стаза ширине 2 m. Кула је била наткриљена кровом пирамидалног облика, а који је био покривен даском или шиндром. Кровне греде су такође наткривале и шетну стазу, штитећи је додатно. Браниоци су били добро заштићени, а за одбрану су користили отворе између зубаца.
У североисточном углу, уз северни зид куле, налазио се зидани објекат. Објекат је срушен у октобру 1883. године. Основа грађевине је била правоугаоног облика. Објекат је био висине око 8 m, па је кровна конструкција досезала до прве пушкарнице. Улаз се налазио у западном зиду, а унутрашњи простор су чинили приземни и спратни део. Намена објекта је била одбрамбена. Служила је за смештање војне посаде која је бранила главну капију замка.

## Полукружна кула
Кула је у основи полукружног облика са пречником око 10 m. Протеже се од јужног до северног бедема. Сматра се да је била висока 8 m, о чему сведочи претпостављена висина јужног и северног бедема у овом делу фортификације. Зид је грађен од ломљеног и цепаног камена, неправилног слога у кречном малтеру. Очуван је само у свом западном делу где је висок 6 m, док су северни и јужни део остаци висине 1,70 m. Постоје две ескарпе, једна је призидана са јужне, а једна са северне стране зида куле.
Западни зид је оштећен са спољашње стране, али су на њему очувана кружна лежишта скеле. Овај део куле се спушта до стеновите подлоге у подножју заравни. Без ескарпе је.
Према унутрашњости, са источне стране, кула је затворена зидом који је формиран од два сегмента, са стубом који се налази између. Средишњи стуб је у основи правоугаоног облика, висине 2,70 m. Растеретни лук прати зид у целој његовој дужини што сведочи о томе да је тло на коме је зид изграђен јако нестабилно. Зид је подигнут изнад дубоког удубљења у стени које је испуњено чврсто набијеним и уситњеним каменом. У темељној зони зидне масе налазе се отвори квадратног пресека. Отвори су формирани од четири правилно сложена притесана камена. У отворима су лежали крајеви подних греда пореклом од дрвеног објекта који је био саграђен у северозападном делу дворишта. Улаз је био архитраван и налази се јужно од централног стуба.
У приземље куле се улазило помоћу дрвених степеница које су биле прислоњене са обе стране. Праг је висине око 0,70 m. Полукружна кула је првобитно била отворена према дворишту, а источни зид је накнадно изграђен.
Унутрашњи простор куле је био подељен на два нивоа. Комуникација између спратова се одвијала степеницама кроз отвор у дрвеном поду. У приземљу куле откривена је конструкција облика четвртине круга, висине од 2,20 m. Такође, шут са деловима лучно спојених опека, показује да је у приземљу постојало ложиште камина.
На овалној површини уочавају се три нише, две дводелне које се налазе на крајевима и једна једноделна у средишњем делу. Дводелне нише су подељене на два једнака дела помоћу хоризонтално постављене талпе. Унутрашње површине су пажљиво озидане, а дно је пресвучено танким слојем кречног малтера.

## Палата
Палата је у основи неправилно правоугаоног облика, унутрашњих димензија 18,70 x 5,20 m. Неправилан облик потиче од бедема, који у ствари представља јужни зид палате, који се у том делу ломи под благим углом. Палата се налази унутар бедема замка, тик уз јужни бедем, а у подножју донжон куле. Смештена је у најбезбеднијем делу замка, у складу са својим значајем, али и својом функцијом. Била је главни стамбени објекат властелина.
Северни зид палате саграђен је од ситно ломљеног и цепаног камена, неправилног слога у кречном малтеру. Фрагменти опеке у појединим деловима зидова сведоче о санацијама након оштећења до којих је дошло 1456. године када су замак по први пут заузели Турци. На површини зида се уочавају отвори правилног кружног облика што говори о томе да су приликом изградње палате коришћене скеле, а да је унутрашњост била подељена на спратни део и приземље.
Приземље је подељено на две просторије неједнаке величине. Источни део заузима већа просторија неправилно правоугаоног облика, која је служила као остава за потрепштине и намирнице. Под ове просторије је био поплочан каменим плочама на субструкцији од уситњеног, набијеног камена. Западни део заузима просторија мањих димензија, која поседује улаз са источне стране. У њој је откривен део основе велике пећи. Подница пећи је изграђена од запечене земље на субструкцији од ломљеног камена, димензија 3,10 x 2 m. На подници се могу уочити дубока удубљења кружног облика, правилно распоређена у низовима. Преостали слој пепела сведочи о томе да се отвор за ложење налазио на јужној страни, у средишњем делу. Пећ је грађена тако што је преко дрвене конструкције нането блатно везиво. Остаци ломљених животињских костију и посуђа, сведоче о томе да је пећ служила за припремање хране. Пећ богатијег изгледа налазила се на спрату и служила је за загревање просторија. Ово је пример пећи у приземљу, са другом пећи која се налази изнад ње на спрату. Тавањаче, које су носиле спратну конструкцију и масивне греде су изгореле, што показује да је палата страдала у пожару.
Улаз у приземље дозидан је уз средишњи део северног зида и био је у облику истуреног вестибила. Масивна, дрвена двокрилна врата су затварала улаз, што се може претпоставити на основу димензија лежишта довратних греда. Дрвена греда, односно праг димензија 0,15 x 0,15 m, залазио је у зидну масу западног и источног зида. Под је урађен помоћу цепаних камених плоча неправилног облика које су полагане у танак слој кречног малтера.
Одаје на спрату су биле сличних димензија као одаје у приземљу. Служиле су за становање. У овом делу палате је пронађен велики број покретних налаза. До одаја се долазило помоћу дрвених степеница које су биле прислоњене уз северни зид палате. 

## Цистерна
Налази се у југоисточном углу замка. Цистерна се протезала од западног зида донжон куле до јужног бедема. У основи је кружног облика.
Зид висине 2,20 m, саграђен је на каменитој подлози, дуж ивице удубљења. Бочне стране удубљења спуштају се до дубине од 3,20 m. Изграђен је од ломљеног и цепаног камена, неправилног слога у кречном малтеру. Квалитетније је грађе и чврстине. Клесањем је обликовано удубљење у стени пречника 6,50 m. Удубљење је коришћено као цистерна за чување резерви воде. Сачувани делови зидова су припадали објекту који се налазио изнад цистерне. Улога тог објекта је била заштита резерви воде.
Цистерна је била затворена платформом, која је данас слабо очувана. Атмосферске воде су се сливале кроз два отвора у темељу испод којих су на ивици стене уклесани сливници. Порозност стене, односно гнајса, у којој је цистерна била уклесана подразумевала је да камене вертикалне површине буду обложене водоотпорним слојем од малтера.
Цистерна је у потпуности разорена обрушавањем зидова.

## Пећи и огњишта
У западном делу дворишта откривене су три пећи и једно огњиште. Такође, остаци једне пећи су пронађени у централном делу, а остаци још две пећи и отворено огњиште у југоисточном и североисточном делу дворишта.

#### Западни део дворишта
Остаци пећи у западном делу дворишта сведоче о томе да је до првог разарања пећи дошло 1456. године. Подница пећи је очувана само делимично. Изграђена је од запечене земље, глачане површине, на субструкцији од набијеног и ситно ломљеног камена, непосредно изнад стене. Основа пећи је била кружног облика, засведена калотом и пречника око 2 m. Пећ је служила за припрему хране. Око пећи су пронађени остаци костију животиња и керамичких посуда попут лонаца.

#### Југоисточни и североисточни део дворишта
Две пећи и отворено огњиште коришћени су након обнове замка у XV веку. Пећи су изграђене непосредно уз преградни зид, једна у северном, а друга у јужном делу дворишта. Саграђене су на слоју шута, у основи кружног облика са пречником до 2 m.
Северни део дворишта карактерише готово потпуно очувана подница изграђена од запечене земље на субструкцији од ситно ломљеног камена и глиновите жуте земље. Површина испред ложишта је била поплочана различитим фрагментима камених жрвњева. Пећи су биле засведене калотом и њихова ложишта су се налазила на супротној страни, тачније у јужном делу дворишта.
У непосредној близини полукружне куле налази се једно отворено ложиште. Део огњишта је девастиран обрушеном каменом громадом. У основи, огњиште је било издуженог облика са улогом у спремању хране. Око огњишта су пронађени остаци гарежи, пепела, ломљених костију, као и керамичког посуђа.

## Гробница
У средишњем делу дворишта пронађено је 6 гробова, за које се сматра да потичу од времена када је замак био под Турском влашћу. Први и други гроб се налазе уз јужни зид, док се остали налазе у непосредној близини преградног зида. Гробови су правилно распоређени у правцу југ—север. Раке су у основи правоугаоног облика, међусобно удаљене 0,60 m. Скелетни остаци су оријентисани исток—запад. Један скелет припада жени, а остали припадају мушким индивидуама. На основу начина на који су положени, на леђа, са прекрштеним рукама на грудима, закључено је да су скелети припадали индивидуама православне вере, највероватније војницима. Скелети су већином добро очувани, висине око 1,60 m. Гробни прилози нису пронађени.

## Покретни археолошки налази
Током интензивних археолошких радова пронађен је већи број посуда од керамике, накита, оружја итд. Већина оваквих налаза је уништена због разарања и минирања замка.

### Керамичке посуде и предмети
Керамичке посуде се могу разврстати у три групе по својој намени. Разликују се посуде за припремање хране, служење хране и остали предмети од печене земље. Керамичке посуде су највише личиле на грнчарију пронађену у Београдској и Смедеревској тврђави. Лонци који су били намењени за припремање хране на отвореној ватри производ су аустријских грнчарских радионица које су у средњем веку снабдевале средњоевропске просторе.
Најбројнији остаци припадају лонцима од песковите земље. Лонци су били различите боје, величине и намене. Украшавани су хоризонталним снопом плитких уреза, низом вертикалних кратких уреза на рамену, вертикалним и хоризонталним валовницама, косим наглашеним врпчастим орнаментом и сл.
Кухињске зделе су израђене од црвене, песковите земље. Разликују се зделе искошених зидова трбуха и зделе са благо заобљеним трбухом. Украшене су низом кратких, косих уреза и представљају производ локалних радионица. Служиле су за печење хлеба као и црепуље, које су такође пронађене. Црепуље су изграђене од слабо пречишћене земље. Пронађене црепуље се могу сврстати у црепуље са плићим али дебљим зидовима, и црепуље са вишим али тањим зидовима. Већина црепуља је пронађено у западном делу дворишта, уз пећ која је служила за печење хлеба.
Бокали су били израђени од фино пречишћене песковите глине. Украшени су хоризонталним сноповима канелура. Најчешћи тип бокала има овални трбух и равно дно. Бокали који су израђени од беле глине су потом фарбани светлозеленом бојом, док су бокали израђени од црвене глине бојени зеленом и мрком бојом. Оба типа су након бојења глеђосана. Богато су украшени и слична орнаментика се среће код бокала који су откривени у Београдској тврђави.
Луле су предмети који су израђени од керамике. Део су предмета који су карактеристични за овакве грађевине у XVII и XVIII веку. Луле датирају из XVII века и због тога поуздано сведоче о томе да је утврђење потпуно напуштено 1626. године. Иако су Турци 1595. године напустили замак и прешли у паланку у подножју, Чукур малу, проналазак лулица говори о томе да је ипак мањи део војске остао у замку.

### Посуде од метала и стакла
Пронађене су само две посуде од бронзе, од којих је једна уништена у пожару, а друга је у потпуности очувана. Очувана посуда је чаша израђена од посребреног бронзаног лима у техници искуцавања. Зидови чаше су орнаментисани низом вертикалних ребара, а на дну се налазе и флорални мотиви. Овај тип зделе је био омиљен и широко коришћен током XIV века.
Остаци стаклених посуда су у малом броју пронађени. Најчешће су у питању луксузне посуде које су коришћене у донжон кули и палати. 
На простору између палате и донжон куле пронађен је добро очуван свећњак од гвожђа. Постављен је на три крака, кружног пресека, који су обликовани у виду људских ногу. Свећњак није производња локалних радионица, већ је израђен у Немачкој.

### Накит
У замку је пронађено само неколико примерака накита. Накит је скромног изгледа. Пронађене су игле израђене од танког сребрног лима у техници искуцавања, као и прстен израђен од гвожђа лошег квалитета.
Апликације су израђене од бронзе и биле су причвршћене за кожни део или тканину. Међусобно се разликују по димензијама, техници израде и орнаменту. Један примерак је израђен од танког бронзаног лима отискивањем на матрици, а два примерка су оштећенија и израђена од бронзе у техници ливења. Орнаменти су изведени у виду неправилних низова кратких уреза. 

### Оружје
Оружје, као и делови коњске и ратне опреме углавном су били израђени од гвожђа и кости. Од оружја пронађени су само типови који су коришћени за борбу са одстојања, попут копља, стрела, камених пројектила за праћку итд.
Гвоздени врхови стрела су најбројнија група пронађеног оружја. Разликују се стреле масивног врха које су одапињане са самострела и стреле са лакшим врхом и трном које су одапињане луком. Све стреле имају трн за насађивање у дрвени део, а међусобно се разликују по димензијама и облику врха. Најмасивнија стрела је стрела са четворобридним врхом, квадратног пресека. Стреле које имају троугаони врх и два кружна отвора назване су ватреним стрелама. У отворе је уметан материјал који је претходно био потопљен у уље, запаљен, а потом и одапињан на противнике. Осим коришћења у ратним приликама, стреле су коришћене и за лов. Стреле које су одапињане са лука ношене су у тоболцу на рамену или појасу.
Копље је имало врх у облику ластиног репка, кратког дрвеног дела од око 70 cm. Овакво копље се користило највише у Дубровнику током XIV века.
Камени пројектили су израђени од гнајса и локалног камена. Најчешће су неправилног лоптастог облика мањих или већих димензија. Пројектили мањих димензија су избацивани из ручне праћке, док су пројектили већих димензија бацани на противника помоћу замаха добијеног опуштањем једног краја еластичне мотке. Пушчана зрна пронађена у замку сведоче о томе да су се за одбрану од опсаде користила и ватрена оружја. 

## Реконструкција
Одлука о потпуној реконструкцији здања донесена је на састанку управе 4. марта 2009. године, када је одлучено да се потпуно реконструише првобитно здање са Донжон кулом, зидовима и малом кулом, те да се име здања промени у Вршачки замак. Радови су почели наредне 2010. године и завршена је прва фаза радова која је обухватила потпуну реконструкцију Донжон куле или Вршачке куле, како је раније била позната, са додатком мање зграде поред ње, тзв. Капија куле, регулисањем зидарских радова, изградњом унутрашњих нивоа Донжон куле са постављањем крова. Уједно настављени су радови на другим деловима замка — зидинама и малој, облој кули.
Друга фаза је требало да буде завршена 2011. године и требало је да обухвати изградњу зидова и мале куле, као и уређење целог комплекса у туристичко-спортски центар са музејом, осматрачницом са видиковцем у Донжон кули, као и рестораном унутар зидина, и просторијама за културно-уметничка дешавања, уз постављање стакленог крова над двориштем замка. До сада је делимично реализована уметничка галерија са сталном поставом. Камин у врху саме куле и даље није обновљен. А што се тиче ресторана и стакленог крова, то такође није реализовано. Галерија је затворена до даљњег.
Током августа 2021. отпочела је реконструкција куле у трајању од шест месеци.

## Галерија
- Источна страна замка сликана са пробијеног пута око замка, 1. мај 2012.
- Изградња прилазног пута и рампе ка Вршачком замку, 1. мај 2012.
- Реконструисана Донжон кула са поново изграђеном капија-кулом одакле воде степенице ка Донжон кули
- Скеле на Капија кули
- Завршени радови на реконструкцији прве фазе
- Десна страна Донжон куле, на овом месту је у другој фази подигнут зид до висине греде која се види
- Вршачка кула, положај на брегу
- Поглед са Вршачке куле